# Luis Nieto Miranda
Luis Nieto Miranda (Sicuani, 10 de octubre de 1910 - Lima, 8 de enero de 1997), conocido como "El Cholo Nieto", fue un poeta, cronista, compositor, periodista, ensayista y político peruano. Es el autor de las letras del Himno al Cusco.

## Biografía.
Nació en la ciudad de Sicuani, provincia de Canchis, departamento del Cusco, Perú. Vivió su infancia en el campo para trasladarse luego a la ciudad del Cusco y estudiar en la Universidad Nacional de San Antonio Abad. Debido a su actividad política, en 1931 fue deportado a Bolivia donde publicó su libro "Poemas Perversos" en 1932.
Luego, recorrió Chile, Argentina y Uruguay y en 1938 publicó "Puños en Alto" que contenía poemas de corte revolucionarios en homenaje al bando republicano de la guerra civil española.
En Santiago de Chile, fundó, dirigió y colaboró en diversas publicaciones. Regresó al Perú en 1940 y fundó el semanario "Jornada" en el Cusco. Ya en su patria publicó su obra "Charango" que fue premiada con una mención honrosa por el Jurado de los Premios Nacionales. En 1944 publicó "Canto al Cusco y a sus Piedras Sagradas" con el que ganó, junto con el compositor cusqueño Roberto Ojeda Campana, el concurso de autores para el Himno al Cusco y que fuera inaugurado ese mismo año en la primera celebración del día del Cusco.
Tuvo una activa participación política. En 1962 se presentó como candidato a la segunda vicepresidencia de la república por el Movimiento Social Progresista que encabezaba Alberto Ruiz Eldredge quedó én último lugar con el 0.536 % de los votos. En 1980, se presentó como candidato a diputado por el Cusco en las elecciones generales de 1980 por el partido Unidad Democrático Popular sin obtener representación. En 1985 fue elegido senador de la República del Perú por la Izquierda Unida cargo que ocupó hasta 1990.
Falleció en el distrito de Barranco, provincia de Lima, el 8 de enero de 1997.

## Obras
- Los poemas perversos (1932)
- Puños en alto (1938)
- Mariátegui (1942)
- Charango. Romancero cholo (1942)
- Itinerario de la canción (1945)
- Romancero del pueblo en armas (1958)
- Guerrillero del alba (1967)
- ¡Vietnam libertador! (1969)

#### Libros y publicaciones
- Mendoza, Zoila (2006). Crear y sentir lo nuestro: folclor, identidad regional y nacional en el Cuzco, siglo XX (Primera edición). Lima: Fondo Editorial de la PUCP. ISBN 9972-42-770-6.

- Datos: Q76668971